# Standard Vanguard
Standard Vanguard är en personbil, tillverkad i tre generationer av den brittiska biltillverkaren Standard mellan 1947 och 1963.

## Vanguard Phase I (1947-53)
Standard Motor Company hade haft ett mycket omfattande modellprogram under mellankrigstiden, men när Vanguard-modellen presenterades sommaren 1947 gick man över till en enmodellsstrategi. Vanguard Phase I var byggd på en separat ram. Karossen hade inbyggt bagageutrymme, enligt rådande mode och det korta överhänget bak gav bilen ett lätt identifierbart utseende. Under motorhuven fanns en stor fyrcylindrig toppventilmotor. Standard var en framgångsrik motorleverantör och Vanguard-motorn användes även i så skilda fordon som Morgan +4, Triumph TR2 och Fergusons ”Grålle”-traktor.
För den svenska marknaden byggdes Vanguard-bilarna av ANA i Nyköping. Den rumphuggna formen gjorde att folkhumorn döpte bilen till ”Pelle Svanslös”.

### Motor
| Modell  | Motor              | Cylindervolym | Effekt | Bränslesystem   |
| ------- | ------------------ | ------------- | ------ | --------------- |
| Phase I | 4-cyl radmotor ohv | 2088 cm³      | 68 hk  | Enkel förgasare |

## Vanguard Phase II (1953-56)
Våren 1953 uppdaterades bilen till Vanguard Phase II. Karossen fick nu ett utbyggt bagageutrymme, betydligt rymligare än tidigare. Bakåtsikten förbättrades med en större bakruta.
Våren 1954 blev Standard Vanguard den första brittiska personbil att erbjuda en dieselmotor som alternativ. Motorn byggdes av Standard för att användas i Fergusons traktorer. Dieselversionen blev ingen succé och försvann igen 1955. 

### Motor
| Modell   | Motor              | Cylindervolym | Effekt | Bränslesystem   |
| -------- | ------------------ | ------------- | ------ | --------------- |
| Phase II | 4-cyl radmotor ohv | 2088 cm³      | 68 hk  | Enkel förgasare |
| Diesel   | 4-cyl radmotor ohv | 2092 cm³      | 40 hk  | Dieselmotor     |

## Vanguard Phase III (1956-63)
Till 1956 kom en helt ny Vanguard Phase III med självbärande kaross. Bilen hade bara motorn gemensam med föregångaren.
Under 1958 uppdaterades karossen med större fönsterrutor och en ny kylarmaskering. Karossen ritades av Giovanni Michelotti hos Vignale och bilen kallades nu Vanguard Vignale. Produktionen fortsatte fram till 1961.

### Sportsman
Hösten 1956 tillkom den snabba Vanguard Sportsman med tvåförgasarmotor från Triumph TR3. Försäljningen var mycket blygsam och modellen försvann igen efter ett drygt år.

### Ensign
Hösten 1957 breddades utbudet med instegsmodellen Ensign. Bilen hade en mindre motor och enklare utrustning än systermodellerna. När övriga Vanguard-modeller uppdaterades 1958 fick Ensign behålla den ursprungliga karossen. 
1961 ersattes bilen av Ensign De Luxe som hade större motor från Triumph TR4.

### Luxury Six
Standard-Triumph hade tagit fram en ny sexcylindrig motor till Vanguard-modellens efterträdare. Denna infördes 1960 i Vanguard Luxury Six. Detta blev den sista utvecklingen och modellen försvann 1963.
Försäljningen av Standard-bilarna minskade gradvis under femtiotalet. Ledningen för Standard-Triumph beslutade därför att låta märket somna in och satsa helt på Triumph istället. Efterträdaren började säljas 1963 under namnet Triumph 2000. En förklaring till försäljningsraset kan vara att betydelsen av själva ordet standard förändrats genom åren, från ”högsta kvalitet” till ”lägsta godtagbara kvalitet”. Och vem vill väl ha ”Standard”, när man kan få ”de luxe” eller till och med ”grand luxe”.

### Motor
| Modell         | Motor              | Cylindervolym | Effekt | Bränslesystem    |
| -------------- | ------------------ | ------------- | ------ | ---------------- |
| Phase III      | 4-cyl radmotor ohv | 2088 cm³      | 68 hk  | Enkel förgasare  |
| Sportsman      | 4-cyl radmotor ohv | 2088 cm³      | 90 hk  | Dubbla förgasare |
| Ensign         | 4-cyl radmotor ohv | 1670 cm³      | 61 hk  | Enkel förgasare  |
| Ensign De Luxe | 4-cyl radmotor ohv | 2138 cm³      | 76 hk  | Enkel förgasare  |
| Luxury Six     | 6-cyl radmotor ohv | 1998 cm³      | 80 hk  | Dubbla förgasare |

## Bilder

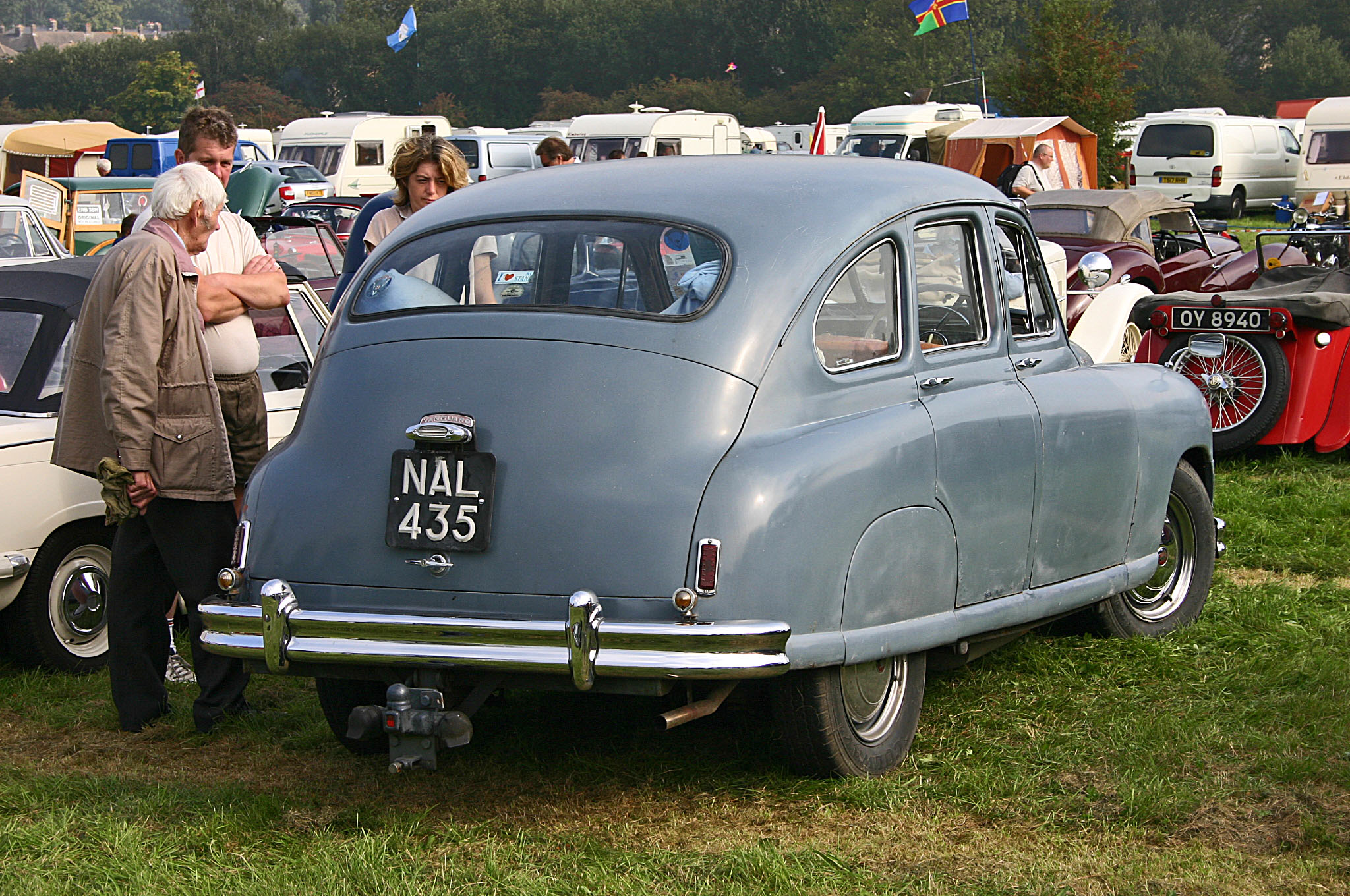
Vanguard Phase I
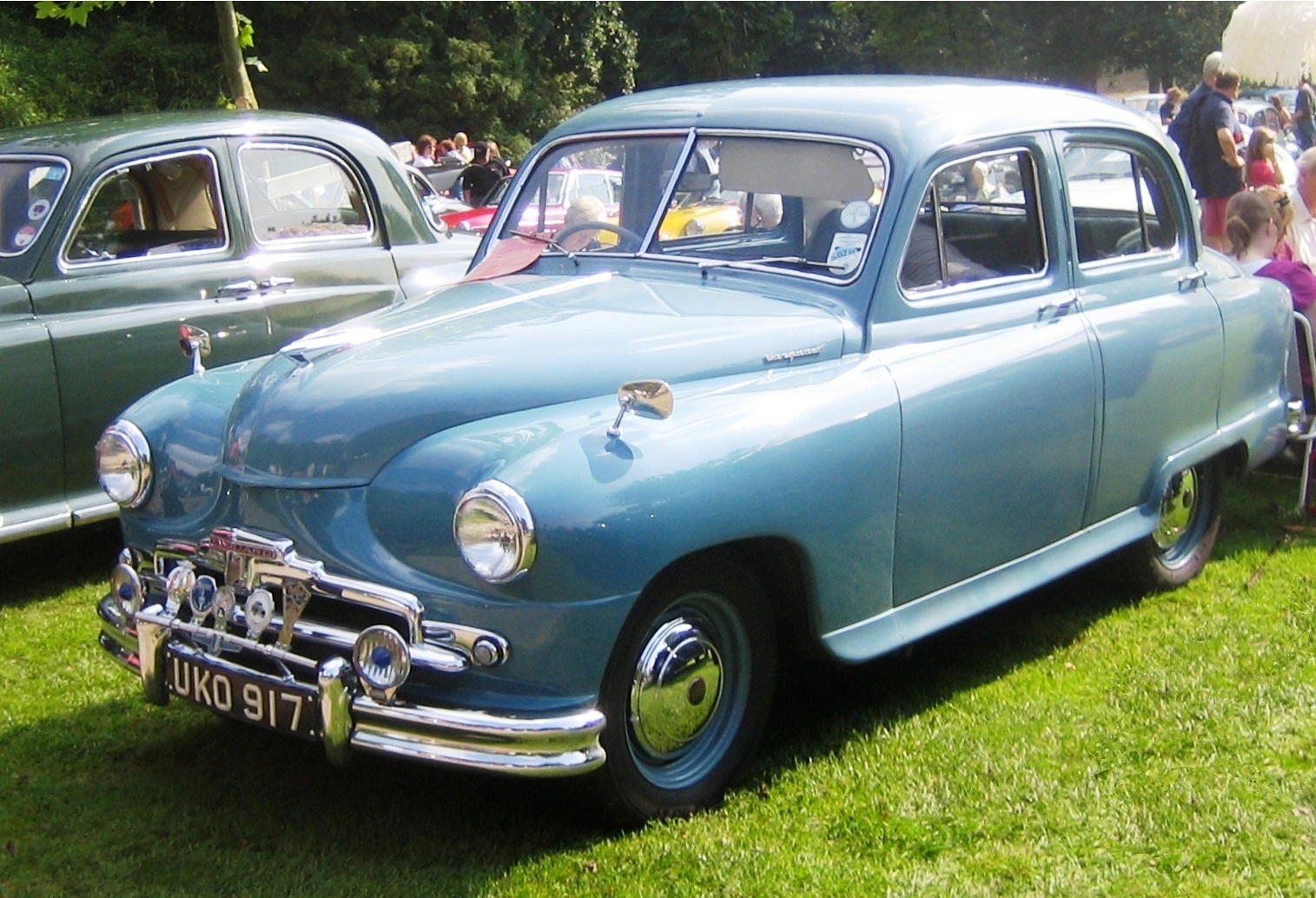
Vanguard Phase II
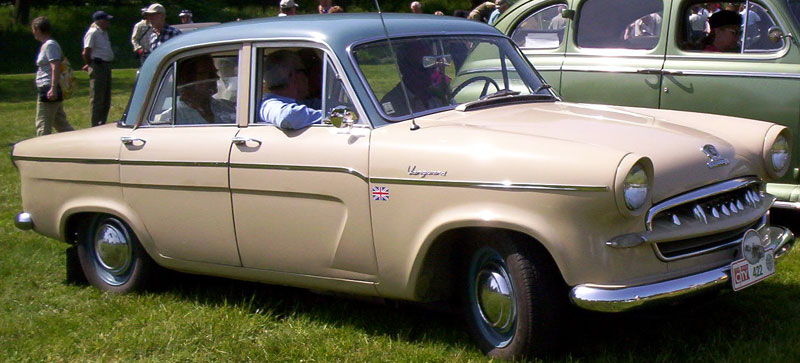
Vanguard Phase III

## Tillverkning[1]
| Modell         | Antal   |
| -------------- | ------- |
| Phase I        | 184 779 |
| Phase II       | 81 074  |
| Diesel         | 1 973   |
| Phase III      | 63 470  |
| Sportsman      | 901     |
| Ensign         | 18 852  |
| Ensign De Luxe | 2 318   |
| Luxury Six     | 9 953   |